# Amginskij ulus
L'Amginskij ulus è un ulus (distretto) della Repubblica Autonoma della Jacuzia-Sacha, nella Russia siberiana orientale; il capoluogo è l'insediamento di Amga.

## Geografia
Confina con gli ulus Aldanskij a sud e a ovest, Ust'-Majskij ad est, Changalasskij, Čurapčinskij e Megino-Kangalasskij a nord. Il suo territorio si estende nella sezione orientale delle alture della Lena, nella media valle del fiume Amga; oltre al capoluogo, non esistono centri abitati di rilievo.